# Michael Eneramo
Michael Eneramo (Kaduna, 26 novembre 1985) è un ex calciatore nigeriano, di ruolo attaccante.

## Palmarès

### Club

#### Competizioni nazionali
- Campionato tunisino: 5

Espérance: 2003-2004, 2005-2006, 2008-2009, 2009-2010, 2010-2011
- Coppa di Tunisia: 4

Espérance: 2006, 2007, 2008, 2011
- Campionato algerino: 1

USM Alger: 2004-2005

#### Competizioni internazionali
- CAF Champions League: 1

Espérance: 2011
- Champions League araba: 1

Espérance: 2009

### Individuale
- Capocannoniere del campionato tunisino: 2

2008-2009 (18 gol), 2009-2010 (12 gol)